# Zmarli we wrześniu 2014

## Wrzesień 2014
- 30 września
  - Werner Amberg – niemiecki polityk, eurodeputowany II kadencji (1987–1989)[1]
  - Maria Drewniakówna − polska śpiewaczka operowa[2]
  - Andrzej Drętkiewicz – polski polityk[3]
  - Julian Kawalec – polski pisarz[4]
  - Jerrie Mock – amerykańska inżynier lotnictwa, podróżniczka i pierwsza kobieta pilot, która odbyła samotną podróż dookoła świata[5]
  - Stanisław Palczewski – polski działacz opozycyjny w PRL[6]
  - Martin Perl – amerykański fizyk, laureat Nagrody Nobla[7]
  - Sheila Tracy – brytyjska muzyk, puzonistka, członkini duetu muzycznego Tracy Sisters, dziennikarka i prezenterka radiowa, pierwsza kobieta czytająca wiadomości w BBC Radio 4[8]
- 29 września
  - Anna Białowolska – polska geochemiczka, profesor Uniwersytetu Warszawskiego[9]
  - Miguel Boyer – hiszpański ekonomista, fizyk i polityk, minister gospodarki i finansów (1982–1985)[10]
  - Carlo Curis – włoski duchowny katolicki, arcybiskup, dyplomata watykański[11]
  - George Shuba – amerykański baseballista[12]
- 28 września
  - Dannie Abse – brytyjski pisarz[13]
  - Ieke van den Burg – holenderska polityk, eurodeputowana[14]
  - Mikołaj (Corneanu) – rumuński biskup prawosławny, metropolita Banatu[15]
  - Sheila Faith – brytyjska polityk i lekarz dentysta, członek Izby Gmin (1979–1983), eurodeputowana II kadencji (1984–1989)[16]
  - Maria Krzyszkowska – polska tancerka[17]
  - Petr Skoumal – czeski kompozytor muzyki filmowej[18]
- 27 września
  - Sarah Danielle Madison (właśc. Sarah Danielle Goldberg) – amerykańska aktorka[19]
  - Wally Hergesheimer – kanadyjski hokeista[20]
  - James Traficant – amerykański polityk[21]
  - Zhang Xianliang – chiński pisarz[22]
- 26 września
  - Göke Frerichs – niemiecki polityk, przedsiębiorca i działacz gospodarczy, przewodniczący Europejskiego Komitetu Ekonomiczno-Społecznego (2000–2002)[23]
  - Marek Gedl – polski archeolog[24]
- 25 września
  - Zbigniew Brzycki – polski polityk i nauczyciel, powstaniec warszawski, poseł na Sejm I kadencji (1991–1993)[25]
  - Dorothy Odam-Tyler – brytyjska lekkoatletka, skoczkini wzwyż[26]
  - Stanisław Rychlik – polski działacz partyjny i ekonomista, przewodniczący Prezydium Wojewódzkiej Rady Narodowej w Szczecinie (1971–1973)[27]
  - Sulejman Tihić – bośniacki prawnik, polityk[28]
- 24 września
  - Grzegorz Gapiński − polski prawnik, członek Trybunału Stanu (1993−1997)[29]
  - Christopher Hogwood – angielski dyrygent, klawesynista i teoretyk muzyki[30]
  - Krystyna Kabzińska – polska chemiczka, powstaniec warszawski[31]
  - Madis Kõiv – estoński fizyk, pisarz, prozaik[32]
  - Greg Mackey – australijski rugbysta[33]
  - Bernard Woźniecki – generał brygady Wojska Polskiego[34]
- 23 września
  - John Divers – szkocki piłkarz[35]
  - Henryk Glücklich – polski żużlowiec[36]
- 22 września
  - Fernando Cabrita – portugalski piłkarz[37]
  - Ailo Gaup – norweski pisarz[38]
  - Sahana Pradhan – nepalska polityk[39]
  - Alexis Sarei – papuaski polityk, duchowny i dyplomata, przywódca Republiki Północnych Salomonów (1975–1976)[40]
- 21 września
  - Mike Harari – izraelski funkcjonariusz służb specjalnych[41]
  - Caldwell Jones – amerykański koszykarz[42]
  - Grzegorz Komendarek – polski kucharz i aktor niezawodowy[43]
  - Janina Kulesza-Kurowska – podporucznik AK, major WP, powstaniec warszawski[44]
  - Pete Shutler – angielski akordeonista folkowy[45]
  - Hanna Szymanderska – polska pisarka, autorka książek kulinarnych[43]
  - Grzegorz Świątkiewicz – polski dziennikarz sportowy[46]
  - Jan Werner – polski lekkoatleta, srebrny medalista olimpijski[47]
- 20 września
  - Polly Bergen – amerykańska aktorka[48]
  - Anatolij Bieriezowoj – rosyjski kosmonauta[49]
  - Pino Cerami – belgijski kolarz szosowy[50]
  - Józef Łochowski – polski polityk, poseł na Sejm przez 3 kadencje[51]
  - Erik Ninn-Hansen – duński polityk i prawnik, minister, lider Konserwatywnej Partii Ludowej (1971–1974), przewodniczący Folketingetu (1989)[52]
  - George Sluizer – holenderski reżyser filmowy, producent, scenarzysta[53]
  - Teresa Wyszyńska – profesor medycyny, nestorka polskiej nefrologii dziecięcej[54]
- 19 września
  - Milton Cardona – puertorykański perkusjonista latin jazzowy[55]
  - Audrey Long – amerykańska aktorka[56]
  - Bronisław Pawlicki – polski hokeista na trawie[57]
  - U. Srinivas – indyjski wirtuoz gry na mandolinie, kompozytor (ur. 1969)[58]
  - Derek Williams – walijski sportowiec, działacz sportowy[59]
- 18 września
  - Jan Berdyszak – polski rzeźbiarz, malarz, grafik[60]
  - Oleg Ivanovski – rosyjski inżynier, pionier budowy statków kosmicznych[61]
  - Józef Łochowski – polski polityk i przedsiębiorca, poseł na Sejm X, I i II kadencji (1989–1997), wiceminister przemysłu (1989–1991)[62]
  - Kenny Wheeler – kanadyjski trębacz jazzowy[63]
- 17 września
  - George Hamilton IV – amerykański piosenkarz country[64]
  - Andrij Husin – ukraiński piłkarz[65]
  - Mieczysław Wiśniewski – major Wojska Polskiego, kawaler Virtuti Militari[66]
- 16 września
  - Mirosława Furmanowa – polska farmaceutka[67]
- 15 września
  - Jackie Cain – amerykańska wokalistka jazzowa[68]
  - Peggy Fenner – brytyjska polityk i samorządowiec, deputowana krajowa i europejska[69]
- 14 września
  - Miroslav Hlinka – słowacki hokeista, mistrz świata (2002)[70]
  - Angus Lennie – szkocki aktor[71]
- 13 września
  - Milan Galić – serbski piłkarz, mistrz olimpijski z Rzymu (1960)[72]
  - Dmitrij Sakunienko – radziecki panczenista[73]
  - Ryszard Zbróg – polski działacz państwowy i gospodarczy, menedżer, przewodniczący Prezydium WRN w Kielcach (1980–1990)[74]
- 12 września
  - John Bardon – angielski aktor[75]
  - Ian Paisley – brytyjski polityk[76]
  - Joe Sample – amerykański pianista jazzowy, członek zespołów The Jazz Crusaders, The Crusaders[77]
  - Donald Sinden – angielski aktor[78]
  - Atif Ubajd – egipski polityk, premier Egiptu w latach 1999–2004[79]
  - Harold Williams – walijski piłkarz[80]
- 11 września
  - Bob Crewe – amerykański autor tekstów piosenek, tancerz, piosenkarz, menadżer, producent muzyczny i artysta plastyk[81]
  - John Gustafson – angielski basista rockowy[82]
  - Cosimo Matassa – amerykański inżynier dźwięku[83]
- 10 września
  - António Garrido – portugalski sędzia piłkarski[84]
  - Richard Kiel – amerykański aktor[85]
  - Károly Sándor – węgierski piłkarz[86]
- 9 września
  - Firoza Begum – banglijska piosenkarka[87]
  - Emilio Botín – hiszpański bankier, prezes Banco Santander[88]
  - Grzegorz Eberhardt – polski pisarz, historyk, dziennikarz, felietonista, biograf[89]
  - Graham Joyce – brytyjski pisarz[90]
  - Bob Suter – amerykański hokeista, złoty medalista olimpijski z Lake Placid (1980)[91]
  - Robert Young – szkocki gitarzysta i basista rockowy[92]
- 8 września
  - Marvin Barnes – amerykański koszykarz[93]
  - Raul Nałęcz-Małachowski – polski artysta i scenarzysta, działacz polonijny i niepodległościowy[94]
  - Magda Olivero – włoska śpiewaczka operowa (sopran)[95]
  - Gerald Wilson – amerykański trębacz jazzowy, lider big bandu, kompozytor[96]
- 7 września
  - Maryna Doroszenko – ukraińska koszykarka[97]
  - Don Keefer – amerykański aktor[98]
  - Yoshiko Ōtaka – japońska piosenkarka i aktorka[99]
  - Witold Skrabalak – polski redaktor, dyrektor Polskiego Radia dla Zagranicy oraz wydawnictwa Książka i Wiedza[100]
  - Mieczysław Tomala – polski politolog, historyk i dyplomata[101]
- 6 września
  - Antoni Czajka – polski inżynier i polityk, poseł na Sejm I kadencji (1991–1993)[102]
  - Cirilo Flores – amerykański duchowny katolicki, biskup San Diego[103]
  - Molly Glynn – amerykańska aktorka[104]
  - Leszek Knaflewski – polski artysta[105]
  - Kira Zworykina – rosyjska szachistka[106]
- 5 września
  - Todor Manołow – bułgarski lekkoatleta, młociarz[107]
- 4 września
  - Wanda Bajerówna – polska aktorka[108]
  - Gustavo Cerati – argentyński gitarzysta, klawiszowiec, piosenkarz, kompozytor, autor piosenek, producent muzyczny[109]
  - Franca Falcucci – włoska polityk i nauczycielka, minister edukacji (1982–1987)[110]
  - Włodzimierz Kotoński – polski kompozytor[111]
  - Jerzy Ostoja-Koźniewski – polski działacz emigracyjny, minister skarbu w ostatnim Rządzie RP na uchodźstwie (1989–1990)[112]
  - Wolfhart Pannenberg – niemiecki teolog luterański[113]
  - Giovanni Pinarello – włoski kolarz[114]
  - Joan Rivers – amerykańska aktorka, prezenterka telewizyjna[115]
- 3 września
  - Tadeusz Wiśniewski – polski nauczyciel, poseł na Sejm PRL V kadencji (1969–1972)[116]
- 2 września
  - Marek Czarnota – polski bibliofil, kolekcjoner, znawca i propagator historii Rzeszowa[117]
  - Norman Gordon – południowoafrykański krykiecista[118]
  - Helena Rakoczy – polska gimnastyczka[119]
  - Sándor Rozsnyói – węgierski lekkoatleta[120]
  - Marian Różycki – polski zootechnik, genetyk[121]
  - Tadeusz Maria Rudkowski – polski historyk sztuki, konserwator zabytków, współzałożyciel Towarzystwa Opieki nad Zabytkami[122]
- 1 września
  - Gottfried John – niemiecki aktor[123]
  - Michał Nadel – polski działacz społeczności żydowskiej, adwokat, przewodniczący Gminy Wyznaniowej Żydowskiej w Łodzi[124]
  - Charlie Powell – amerykański futbolista[125]

- data dzienna nieznana
  - Andrzej Kaczkowski – polski samorządowiec, dyrektor zarządu (burmistrz) dzielnicy Mokotów (1994–1998)[126]